# Friedrich Ernst Gebhard
Friedrich Ernst Gebhard (* 9. Dezember 1823 in Eschwege; † 21. Dezember 1889 ebenda) war ein deutscher Politiker.
Gebhard war der Sohn des Lederwarenfabrikanten Christoph Gebhard und dessen Ehefrau Christiane geborene Mensing. Er heiratete am 9. April 1855 Katharina Luise Bierschenk.
Gebhard besuchte das Gymnasium in Hersfeld und studierte nach dem Abitur Rechtswissenschaften in Marburg und Leipzig. Er wurde Amtsanwalt und war ab dem 2. Januar 1855 Bürgermeister seiner Heimatstadt. Ab 1858 vertrat er Eschwege in der zweiten Kammer der Kurhessischen Ständeversammlung. Nach der Annexion Kurhessens durch Preußen war er 1886 bis 1889 Mitglied des Kommunallandtags Kassel.
Am 24. Januar 1880 wurde Gebhard zum Ehrenbürger von Eschwege ernannt.